# Alvenslebenova konvence
Alvenslebenova konvence je smlouva uzavřená dne 8. února 1863 v Petrohradě mezi Ruským impériem zastupovaným vicekancléřem Alexandrem Gorčakovem a Pruským královstvím zastupovaným generálním adjutantem pruského krále Gustavem von Alvensleben. 
V Alvenslebenově konvenci se obě výše jmenované strany zavázaly ke spolupráci při potlačení polského lednového povstání. Dohoda umožňovala vojenským jednotkám obou států při pronásledování povstalců překročit vzájemnou hranici. Na nátlak Francie nakonec byla však konvence vypovězena.